# 肖爾克里克鎮區 (伊利諾伊州邦德縣)
肖爾克里克鎮區（英語：Shoal Creek Township）是位於美國伊利諾伊州邦德縣的一個行政鎮區。

## 地方資料
根據2010年美國人口普查的數據，肖爾克里克鎮區的面積為150.90平方千米，當中陸地面積為150.80平方千米，而水域面積為0.10平方千米。當地共有人口1667人，而人口密度為每平方千米11.05人。